# Gloeosporium heveae
Gloeosporium heveae är en svampart som beskrevs av Petch 1906. Gloeosporium heveae ingår i släktet Gloeosporium och familjen Dermateaceae.   Inga underarter finns listade i Catalogue of Life.